# Traanapparaat
Het traanapparaat is een fysiologisch systeem dat bestaat uit de delen in het menselijk lichaam die zich bezighouden met het produceren en afvoeren van tranen. Het bevindt zich in de oogkassen.
Het bestaat uit:
- De traanklier (glandula lacrimalis) en de bijbehorende uitscheidingskanalen. Dit orgaan scheidt tranen uit en brengt deze over naar het oppervlak van het oog.
- De traankanalen (canaliculi lacrimales), de traanzak (saccus lacrimalis) en de traanbuis. Deze onderdelen van het traanapparaat voeren de tranen af naar de neusholte. De tranen komen hier vanaf de traanbuis uit vóór en onder de onderste neusschelp.